# Freegate
Freegate — антицензурний застосунок для доступу до заблокованого контенту в цензурованому Інтернеті, який дозволяє користувачам Інтернету в континентальному Китаї, Північній Кореї, Сирії, В'єтнамі, Ірані, Об'єднаних Арабських Еміратах, Україні та інших країнах переглядати відцензуровані вебсайти та сервіси в Інтернеті. Розроблений і підтримується компанією Dynamic Internet Technology (DIT).
Freegate працює на базі антицензурної системи під назвою DynaWeb, яка є проксі-магістраллю, що дозволяє користувачам обходити брандмауери, що блокують вебсайти, за допомогою мережі проксі-серверів DIT. Антицензурні можливості FreeGate версій 6.33 і вищих додатково підсилюються новими унікальними алгоритмами шифрування і стискання. У 2004 році Dynamic Internet Technology оцінювала число користувачів Freegate у 200000. Супровідником і генеральним директором DIT є Білл Ксіа (англ. Bill Xia).

## Виноски
1. ↑  自由门7.99版
2. ↑  Freegate | Dynamic Internet Technology, Inc. dit-inc.us. Процитовано 30 травня 2025.
3. ↑  Dynaweb | Dynamic Internet Technology, Inc. dit-inc.us. Процитовано 26 червня 2025.
4. 1 2  Freegate | Dynamic Internet Technology, Inc. dit-inc.us. Процитовано 30 травня 2025.
5. ↑  Dynaweb. us.dongtaiwang.com. Процитовано 24 травня 2025.
6. 1 2  Leyden, John (16 вересня 2004). Freegate is not Trojan horse, says Symantec. Theregister.co.uk. Архів оригіналу за 8 жовтня 2017.
7. ↑  Архівована копія. Архів оригіналу за 20 вересень 2012. Процитовано 8 червень 2017.{{cite web}}:  Обслуговування CS1: Сторінки з текстом «archived copy» як значення параметру title (посилання)
8. ↑  Outrunning China's Web Cops. Businessweek. 19 лютого 2006. Архів оригіналу за 21 лютого 2006. Процитовано 6 липня 2012.